# Transformers: The Last Knight
Transformers: The Last Knight ist ein Science-Fiction-Film von Michael Bay, der am 22. Juni 2017 in die deutschen Kinos kam. Es handelt sich um den fünften Film in der Transformers-Realfilmreihe. Transformers: The Last Knight verknüpft die Mythologie der Maschinen von Cybertron mit Motiven der Artussage.

## Handlung
Obwohl Optimus Prime die Erde verlassen hat, kommen die Autobots und die Decepticons aus einem unerklärlichen Grund immer wieder zu ihr zurück. Zwei Spezies treffen in ihrem Kampf um die Dominanz über die Erde aufeinander: eine aus Fleisch, eine aus Metall. Aber auch Optimus Prime ist wieder von den Toten zurückgekehrt, wird von Quintessa, seiner Schöpferin, davon überzeugt, Cybertron wieder auferstehen lassen zu müssen. In dieser Schlacht kämpft er sogar gegen seinen alten Wegbegleiter und früheren Mitstreiter Bumblebee und ist durch Quintessa bereit, für die Wiederbelebung Cybertrons die Erde zu vernichten. Auch Megatron feiert seine Wiederauferstehung. Optimus Prime sucht auf der Erde nach den Schöpfern der Transformers, denn nachdem seine Heimat Cybertron zerstört wurde, benötigt er ein Artefakt, das zu Zeiten König Artus auf der Erde versteckt wurde, um den Planeten wieder auferstehen zu lassen.
Cade Yeager, ein Mensch, findet bei einem sterbenden Transformer ein seltsames Medaillon, das von König Artus stammt und ihn auserwählt hat. Cade kann dessen verborgene Macht nutzen, denn er ist der letzte Ritter, und die schicksalshafte Aufgabe fällt nun ihm zu, einen Friedensprozess zwischen Menschen und Maschinen einzuleiten. Hunderte Jahre zuvor hatte es zwölf Ritter der Tafelrunde gegeben, die Seite an Seite mit zwölf Transformers kämpften. Auch der legendäre Zauberer Merlin hatte seine Fähigkeiten nicht durch Magie, sondern mit Hilfe von Transformers-Technik erlangt.
Cade bildet mit Bumblebee, Lord Edmund Burton, der Geschichtsprofessorin Vivian Wembley und der jungen Izabella eine Allianz, um die Menschheit gemeinsam mit dem Militär unter General Morshower und Lt. Col. William Lennox zu retten, denn nur einer der beiden Planeten kann überleben.
Nach einem heftigen Kampf zwischen Optimus Prime und Bumblebee wird ersterer durch die Stimme von Bumblebee wieder dazu gebracht, für die Erde zu kämpfen. Er stellt sich gegen Quintessa und besiegt Megatron. Es gelingt Optimus Prime und Bumblebee, Quintessa scheinbar zu töten.
Nachdem die Erde gerettet ist, müssen beide Welten wieder aufgebaut werden.
Am Ende des Films ist eine Post-Credit-Szene zu sehen, in der gezeigt wird, wie Quintessa, die überlebt hat, eine menschliche Gestalt annimmt. Dadurch wird eine Verbindung zu Unicron (Erde) hergestellt.

## Produktion

### Stab
Die Regie führte, wie bereits bei allen Vorgängern der Filmreihe, Michael Bay. Die Arbeiten am Drehbuch übernahmen Art Marcum, Matt Holloway und Ken Nolan.

### Besetzung
Transformers: The Last Knight bringt sowohl Figuren aus dem vierten Teil, als auch aus den ersten drei Teilen der Filmreihe zurück, es gibt aber auch eine Reihe von neuen Figuren. Mark Wahlberg übernahm erneut die Rolle von Cade Yeager, Josh Duhamel, aus dem Cast der ersten drei Filme, spielt im Film Lieutenant Colonel William Lennox, und Stanley Tucci spielt Merlin. Der britische Schauspieler Tomasz Dabrowski spielt im Film einen deutschen Soldaten.
Zu den erstmals in der Filmreihe auftauchenden Schauspielern und Figuren zählen Anthony Hopkins, der als Lord Edmund Burton zu sehen ist, Laura Haddock als Geschichtsprofessorin Vivian Wembley, Isabela Moner, die im Film Izabella spielt, und des Weiteren Jerrod Carmichael, Gil Birmingham, der Chief Sherman spielt, und Santiago Cabrera, der im Film als Santos zu sehen ist. Neu ist im fünften Teil der Filmreihe auch das Vorkommen einiger Ritter der Artussage, auf die der Film im Titel Bezug nimmt. So übernahm der Schauspieler Liam Garrigan die Rolle von King Arthur, eine Figur, die er zuvor bereits in der Fernsehserie Once Upon a Time – Es war einmal … verkörperte, und Martin McCreadie ist im Film als Lancelot zu sehen.
John Goodman leiht dem Autobot Hound seine Stimme, Ken Watanabe dem Autobot Drift und John DiMaggio dem Autobot Crosshairs. Peter Cullen übernahm die Sprecherrolle von Optimus Prime, dem Anführer der Autobots. Frank Welker spricht Megatron, den Anführer der Decepticons und Jess Harnell seinen Anhänger Barricade.

### Dreharbeiten
Die Dreharbeiten fanden vor der Kulisse einer Reihe moderner, aber auch mittelalterlicher Gebäude statt.
Die Dreharbeiten hatten Ende Mai 2016 auf Kuba begonnen. In den USA drehte man im Juni 2016 in der Stadt Peoria, wo eine Verfolgungsjagd mit Autobots gedreht wurde und an der ebenfalls in Arizona gelegenen Luke Air Force Base in Glendale. Über mehrere Wochen verteilt fanden Filmaufnahmen in Detroit statt, so Ende Juni 2016 in der Gegend von West Fort und Shelby und Ende Juli 2016 westlich des Campus Martius. Im Juli und August 2016 erfolgten Aufnahmen in den Michigan Motion Picture Studios in Pontiac und anderen Teilen Michigans.
Im Anschluss wurden die Dreharbeiten im Vereinigten Königreich fortgeführt. In Farnham in der Grafschaft Hampshire drehte man am Fareham College und in den Bourne Woods. Eine Reihe von weiteren Drehorten finden sich ebenfalls in der im Norden der Insel gelegenen Grafschaft Northumberland, so Kielder, das Alnwick Castle in Alnwick und das Bamburgh Castle in Bamburgh. Mitte September 2016 erfolgten Dreharbeiten im Gebiet Grainger Street und Grey Street in Newcastle upon Tyne, wo man eine weitere der vielen Verfolgungsszenen des Films drehte.
Ende September 2016 fanden die Dreharbeiten auf The Mall in London und in der Broad Street in Oxford statt, wo man eine Kampfszene drehte. Weitere Außenaufnahmen entstanden an der Rievaulx Abbey in Rievaulx, am Blenheim Palace in Woodstock in Oxfordshire und am Royal Navy Submarine Museum in der Hafenstadt Gosport in Hampshire. Ein weiterer Drehort im Vereinigten Königreich war die schottische Isle of Skye, wo Aufnahmen bereits im August 2016 erfolgten.
Mitte Oktober 2016 wurden die Dreharbeiten im Vereinigten Königreich beendet. Ein weiterer Drehort war die norwegische Trolltunga, ein horizontaler Felsvorsprung in der Nähe von Odda am Sørfjord.
Transformers: The Last Knight ist der erste Film der Reihe, der mit IMAX-Kameras in 3D gedreht wurde. Die Aufnahmen wurden mit mehreren modernen Arri Alexa 65 IMAX (3D) und diversen RED-Kameras gemacht.

### Filmmusik
Die Filmmusik komponierte Steve Jablonsky, der in dieser Funktion bereits für Transformers aus dem Jahr 2007, dem ersten Film der Reihe von Regisseur Michael Bay, tätig war. Der Soundtrack zum Film umfasst 34 Titel und wurde am 23. Juni 2017 als Download veröffentlicht.
Der im Dezember 2016 veröffentlichte Trailer war mit einer Coverversion des Songs Do You Realize der US-amerikanischen Alternative-/Progressive-Rock-Band The Flaming Lips aus dem Jahr 2002 unterlegt.

### Marketing und Veröffentlichung
Ein erster Trailer zum Film war im Frühjahr 2016 veröffentlicht worden. Im Herbst gab Michael Bay auf der offiziellen Facebook-Seite zu Transformers: The Last Knight bekannt, dass ein Teaser-Trailer zum Film zusammen mit Rogue One: A Star Wars Story in den Kinos laufen wird. Dieser wurde Anfang Dezember 2016 veröffentlicht. Anfang Februar 2017 stellte Paramount Pictures im Rahmen des 51. Super Bowls einen weiteren Trailer vor. Im Rahmen der CinemaCon in Las Vegas wurden im März 2017 rund 25 Minuten aus dem Film gezeigt. Hierbei wurde bekannt, dass es sich bei dem Last Knight nicht um einen Ritter der Tafelrunde oder Optimus Prime handelt, wie das Teaser-Poster zu implizieren schien, sondern um einen Menschen aus der modernen Zeit. Die Titelrolle wurde demnach Mark Wahlberg in seiner Rolle von Cade Yeager zugesprochen. Ein Featurette zu Transformers: The Last Knight folgte Anfang April 2017 und Mitte April 2017 ein weiterer Trailer. Im Mai 2017 stellte Paramount Pictures einen neuen TV-Spot mit den Namen Moment vor.
Der Film feierte am 18. Juni 2017 in London seine Weltpremiere und kam am 22. Juni 2017 in die deutschen Kinos. Um dieses Datum herum wird der Film in einer Reihe weiterer Länder anlaufen, darunter in den USA.

## Synchronisation
Die deutsche Synchronisation des Films übernahm abermals die Interopa Film GmbH aus Berlin. Das Dialogbuch stammt von Tobias Neumann, während Sven Hasper und Tobias Meister die Dialogregie führten.

### Menschen
| Rolle                   | Schauspieler     | Deutscher Synchronsprecher |
| ----------------------- | ---------------- | -------------------------- |
| Cade Yeager             | Mark Wahlberg    | Oliver Mink                |
| Izabella                | Isabela Moner    | Aliana Schmitz             |
| Prof. Vivian Wembley    | Laura Haddock    | Julia Meynen               |
| Sir Edmund Burton       | Anthony Hopkins  | Joachim Kerzel             |
| Lt. Col. William Lennox | Josh Duhamel     | Dennis Schmidt-Foß         |
| Merlin                  | Stanley Tucci    | Lutz Mackensy              |
| Agent Seymour Simmons   | John Turturro    | Stefan Fredrich            |
| General Morshower       | Glenn Morshower  | Kaspar Eichel              |
| Santos                  | Santiago Cabrera | Jacob Weigert              |
| Chief Sherman           | Gil Birmingham   | Lutz Schnell               |
| König Arthur            | Liam Garrigan    | Tobias Schmidt             |
| Sir Lancelot            | Martin McCreadie | Gerrit Hamann              |
| Prof. Wembley           | Stephen Hogan    | Tobias Meister             |

### Transformer
| Rolle         | Sprecher      | Deutscher Synchronsprecher |
| ------------- | ------------- | -------------------------- |
| Optimus Prime | Peter Cullen  | Reiner Schöne              |
| Megatron      | Frank Welker  | Hans-Jürgen Wolf           |
| Quintessa     | Gemma Chan    | Berenice Weichert          |
| Bumblebee     | Erik Aadahl   | Boris Tessmann             |
| Cogman        | Jim Carter    | Jürgen Kluckert            |
| Hot Rod       | Omar Sy       | Oliver Feld                |
| Drift         | Ken Watanabe  | Fang Yu                    |
| Hound         | John Goodman  | Hartmut Neugebauer         |
| Crosshairs    | John DiMaggio | Marco Kröger               |
| Wheels        | Tom Kenny     | Rainer Fritzsche           |
| Daytrader     | Steve Buscemi | Raimund Krone              |
| Barricade     | Jess Harnell  | Oliver Siebeck             |

## Rezeption

### Altersfreigabe
In den USA wurde der Film von der MPAA PG-13 eingestuft. In Deutschland ist der Film FSK 12. In der Freigabebegründung heißt es: „Die einfache Geschichte ist rasant und mit wuchtigen Bild- und Toneffekten erzählt und weist ein klares Gut-Böse-Schema sowie positive Identifikationsfiguren für Mädchen wie Jungen auf. Die zahlreichen effektvoll inszenierten Actionszenen und einzelne Gewaltdarstellungen können Kinder unter 12 Jahren übererregen und ängstigen. Doch da die Actionszenen überwiegend als ,Materialschlachten‘ inszeniert sind und ohne drastische Gewalt auskommen, die Inszenierung auch insgesamt stets das Irreale der gezeigten Welt betont, können bereits 12-Jährige sich ausreichend distanzieren.“

### Kritiken
Der Film konnte bislang nur 16 Prozent der Kritiker bei Rotten Tomatoes überzeugen.
Ursula Stieler von der Huffington Post beschreibt den Film jedoch als eine Gelegenheit für mutige Neueinsteiger, insbesondere weil dieser der Auftakt einer neuen Transformers-Ära sein könnte. Fans wie auch Anhänger von bildgewaltigen Actionfilmen verspreche Transformers: The Last Knight definitiv ein großes und intensives Kino-Erlebnis, so Stieler.
Andreas Busche vom Tagesspiegel meint, der Film recycle nur noch eigene Ideen und verdeutliche die umgreifende Ermüdungserscheinung des Blockbuster-Kinos. Busche erklärt angesichts des unvermeidlichen Déjà-vus von Genremotiven und Zerstörungsikonografien, die Branchenblätter nennen dieses Phänomen Franchise fatigue, Ermüdungserscheinung beim Publikum angesichts immer neuer Remakes, Reboots und Spin-offs. Weiter meint Busche, der Film ließe dem Zuschauer kaum Zeit zum Durchatmen, geschweige denn Nachdenken.
Christian Berndt von Deutschlandfunk Kultur sagt, wie immer in den Transformers-Filmen entbrenne im Film eine monströse Materialschlacht, die mit einer Portion Ironie gespickt sei und zudem Anspielungen politischer Art beinhalte, so der überforderte, britische Premierminister, dem Lord Edmund Burton die Leviten liest.

### Einspielergebnis
In den USA legte der Film mit Einnahmen von 68,5 Millionen US-Dollar von Mittwoch bis Sonntag den schwächsten Start des Franchises hin, landete dort an seinem Startwochenende dennoch auf Platz 1 der Kinocharts. In China spielte der Film an seinem Startwochenende 123,4 Millionen US-Dollar ein, was dort mit über 23 Millionen Besuchern den zweitbesten Start aller Zeiten darstellte, und landete damit auf Platz 1 der Kinocharts, ebenso wie im Vereinigten Königreich, in Russland, in Südkorea und in Japan. Auch in Deutschland landete der Film nach seinem Start auf Platz 1 der Kinocharts und verzeichnete hier bislang 1.189.585 Besucher (Stand: 25. Februar 2018). Die weltweiten Einnahmen des Films aus Kinovorführungen belaufen sich bislang auf rund 605 Millionen US-Dollar, davon alleine rund 229 Millionen US-Dollar in China, womit sich Transformers: The Last Knight auf Platz 16 der erfolgreichsten Filme des Jahres 2017 und auf Platz 153 der weltweit erfolgreichsten Filme aller Zeiten befindet.

### Auszeichnungen
Am 18. Dezember 2017 gab die Academy of Motion Picture Arts and Sciences bekannt, dass sich Steve Jablonskys Arbeit auf einer Shortlist befindet, aus der die Nominierungen in der Kategorie Beste Filmmusik im Rahmen der Oscarverleihung 2018 erfolgen werden. Im Folgenden weitere Nominierungen im Rahmen von Filmpreisen.
Teen Choice Awards 2017
- Nominierung in der Kategorie Choice Action Movie[39]

## Fortsetzung
Transformers: The Last Knight ist nicht nur der fünfte Film der Transformers-Realfilmreihe, sondern auch der erste Film, der als Bestandteil eines neuen Transformers-Filmuniversums geplant wurde. Michael Bay erklärte im Rahmen eines Preview-Events, dieses Universum sei schon auf viele Jahre vorgeplant und man habe bereits 14 weitere Geschichten, die für Filme in Frage kommen. Unter anderem war ein Spin-off über den Autobot Bumblebee in jüngeren Jahren geplant, wie Bay erklärte, und ein Animationsfilm über die Vorgeschichte des Planeten Cybertron. Der realisierte Bumblebee-Ableger ist eine Art Prequel und startete im Juni 2018 in den Kinos.
Nachdem der eigens dafür gegründete Writers Room nun aufgelöst wurde, ist die Zukunft der Live-Action-Filme ungewiss. Im April 2019 gab der Produzent der Reihe, Lorenzo DiBonaventura, bekannt, dass Michael Bay als Regisseur fortan nicht mehr mitwirkt.